# Rumble (entreprise)
Pour les articles homonymes, voir Rumble.
Rumble est une entreprise de plateforme de vidéo en ligne, d’hébergement web et de services cloud. Elle a été fondée en octobre 2013 par Chris Pavlovski, un entrepreneur technologique. La plate-forme vidéo est populaire parmi les auteurs de théories du complot et de l’extrême droite américaine (alt-right).

## Historique

### Création
Rumble a été créé au Canada en octobre 2013 par l'entrepreneur technologique Chris Pavlovski. Elle héberge des vidéos en ligne, propose de l’hébergement web et des services cloud et se présente comme une alternative à Youtube.
Dans ses premières années, le contenu de Rumble se compose en grande partie de vidéos virales et d'actualités provenant de sources médiatiques grand public, ainsi que de vidéos de nourrissons et d'animaux.

### Croissance de l'entreprise
Le 11 janvier 2021, Rumble intente une action pour monopole contre Google, qu'elle accuse d'avoir favorisé YouTube dans ses résultats de recherche, réclamant des dommages-intérêts supérieurs à 2 milliards de dollars.
Au cours des neuf premiers mois de 2021, Rumble génère plus de 6,5 millions de dollars de revenus, principalement à partir de publicités, mais n'atteint cependant pas la rentabilité.

### Arrivée de conservateurs d'extrême droite en 2020
L'augmentation de l'audience en 2020 est attribuée à l'arrivée du représentant conservateur Devin Nunes. Il commence à publier du contenu sur la plate-forme avec d'autres militants conservateurs de premier plan, tels que Dinesh D'Souza, Sean Hannity et le représentant républicain Jim Jordan, qui  arrive peu de temps après,.
En 2022, le gouvernement français demande de retirer de la plate-forme les chaînes russes RT et Sputnik, interdites en Europe. Chris Pavlovski, le PDG de Rumble, déclare alors refuser de changer les règles à la demande de gouvernements étrangers. Rumble se limite à écarter les contenus qui contiennent des obscénités, ou dont les auteurs s'adonnent au harcèlement ou à la divulgation de données personnelles sans le consentement des individus concernés. 
En novembre 2022, Rumble bloque l'accès en France à sa plate-forme, refusant de se conformer aux demandes du gouvernement (notamment sur la suppression de certains comptes). La chaîne publique France 24 présente en 2023 le site comme une chambre d'écho de la désinformation et des théories conspirationnistes, notamment sur le coronavirus et l'élection présidentielle américaine de 2020.
Selon Le Monde, Rumble est le plus populaire des réseaux sociaux dits « alternatifs » qui acceptent la propagande russe, l’entreprise affirmant avoir comptabilisé en août 2022 78 millions d’utilisateurs mensuels, dont une écrasante majorité aux États-Unis d'Amérique et 1 % en France. Rumble est un « refuge » de l’extrême-droite aux États-Unis d'Amérique,.
En février 2025, un juge de la Cour suprême du Brésil, Alexandre de Moraes, ordonne le blocage de la plateforme pour non-respect d'injonctions judiciaires jusqu'à ce que l'entreprise canadienne se conforme à la loi.

## Revenus et données financières
Rumble attire un nombre non négligeable d'annonceurs et tire de la publicité un revenu d'un peu moins de 40 millions de dollars en 2022, ce qui reste très éloigné des revenus de YouTube, proches de 30 milliards de dollars.
Entré en bourse en septembre 2022, Rumble est valorisé en avril 2023 à 2,8 milliards de dollars.